# André Leclerc
André Leclerc (ur. 26 grudnia 1946) – francuski judoka. Brązowy medalista mistrzostw Europy i pierwszy w drużynie w 1962 roku.